# スローリン・フィールド国際空港
スローリン・フィールド国際空港（英: Sloulin Field International Airport）とは、アメリカ合衆国ノースダコタ州ウィリストンにあった国際空港。石油ブームによる需要増加に対応した輸送力増強のために、2019年10月10日にウィリストン・ベースン国際空港（IATA: XWA）が新たに開港し、こちらは閉港、その敷地も売却された。

## 就航路線
閉港直前には、本空港には以下が就航していた。
| 航空会社         | 就航地                     |
| ---------------- | -------------------------- |
| デルタ航空       | ミネアポリス・セントポール |
| ユナイテッド航空 | デンバー                   |